# Erfüllungsinteresse
Das Erfüllungsinteresse, auch positives Interesse, bezeichnet das Interesse des Gläubigers an der ordnungsgemäßen Erfüllung des Schuldverhältnisses, auch um eine Vertragsverletzung zu verhindern.
Muss der Schuldner das Erfüllunginteresse ersetzen, so muss er den Gläubiger so stellen, wie dieser stünde, wenn der Schuldner das Schuldverhältnis ordnungsgemäß erfüllt hätte. So muss beispielsweise der zum Ersatz verpflichtete Verkäufer den Gewinn ersetzen, den der Käufer durch den Weiterverkauf des Kaufgegenstandes hätte erzielen können, wenn ihm dieser vom Verkäufer ordnungsgemäß geliefert worden wäre.
Der Schaden, der dadurch entsteht, dass das Schuldverhältnis nicht oder nicht ordnungsgemäß erfüllt wird, wird als Erfüllungsschaden bezeichnet.
Das Erfüllungsinteresse ist vom Vertrauensinteresse (negatives Interesse) abzugrenzen.